# アルトゥール・ツィンメルマン

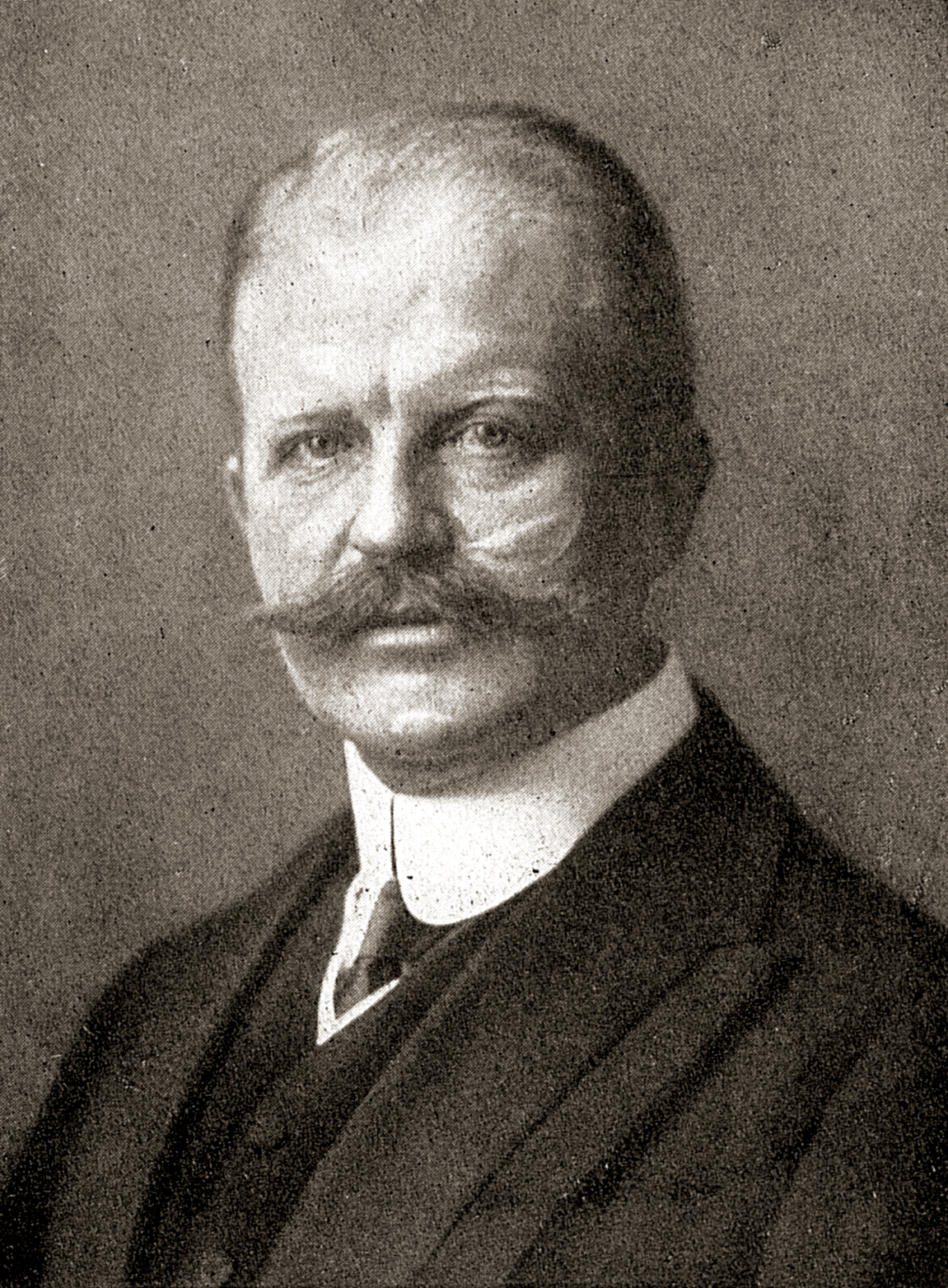
アルトゥール・ツィンメルマン

アルトゥール・ツィンメルマン（Arthur Zimmermann，1864年10月5日 - 1940年6月6日）は、ドイツの外交官、政治家。第一次世界大戦中には、外務大臣をつとめ1917年にツィンメルマン電報事件を引き起こした。

## 生涯
東プロイセンのマルグラボヴァ（現ポーランド領オレツコ）生まれ。ケーニヒスベルク、ライプツィヒへと遊学し、法学博士号を取得。外交官として清朝統治下の中国に赴き、義和団の乱に遭遇した。帰国してからは外務官僚としてのキャリアを重ね、1916年に外務大臣に就任。代々貴族が占めてきた地位に、非貴族出身者として初めて就任した。
大臣就任後は第一次世界大戦を外交面から支える役割を負い、アイルランド独立運動のために来ていたロジャー・ケースメントと面会し援助を申し出たり、スイスに亡命していたウラジーミル・レーニンをロシア帝国に送り込むことで東部戦線の早期決着を図った。だが、メキシコを巻き込んでアメリカ合衆国への牽制を試みたツィンメルマン電報の存在を認めてしまいアメリカの連合国側への参戦を招いたことで、外務大臣の職を罷免された。